# Justicia clinopodium
Justicia clinopodium là một loài thực vật có hoa trong họ Ô rô. Loài này được A.Gray ex Greenm. mô tả khoa học đầu tiên năm 1897.